# 西経10度線
西経10度線（せいけい10どせん）は、本初子午線面から西へ10度の角度を成す経線である。北極点から北極海、大西洋、ヨーロッパ、アフリカ、南極海、南極大陸を通過して南極点までを結ぶ。西経10度線は、東経170度線と共に大円を形成する。
南極大陸では、西経10度線はノイシュヴァーベンラントの西の境界になっている。

## 通過する地域一覧
西経10度線は、北極点から南極点まで南に向かって以下の場所を通っている。
| 地理座標                                             | 国土・領土・領海 | 備考                                                                               |
| ---------------------------------------------------- | ---------------- | ---------------------------------------------------------------------------------- |
| 北緯90度0分 西経10度0分 / 北緯90.000度 西経10.000度  | 北極海           |                                                                                    |
| 北緯82度12分 西経10度0分 / 北緯82.200度 西経10.000度 | 大西洋           |                                                                                    |
| 北緯54度19分 西経10度0分 / 北緯54.317度 西経10.000度 | アイルランド     | マレット半島（英語版）、アキル島（英語版）、クレア島（英語版）、コネマラ           |
| 北緯53度23分 西経10度0分 / 北緯53.383度 西経10.000度 | 大西洋           |                                                                                    |
| 北緯52度15分 西経10度0分 / 北緯52.250度 西経10.000度 | アイルランド     | ディングル半島（アイルランド最西端）、アイベラ半島（英語版）、ベアラ半島（英語版） |
| 北緯51度37分 西経10度0分 / 北緯51.617度 西経10.000度 | 大西洋           |                                                                                    |
| 北緯29度39分 西経10度0分 / 北緯29.650度 西経10.000度 | モロッコ         |                                                                                    |
| 北緯27度40分 西経10度0分 / 北緯27.667度 西経10.000度 | 西サハラ         | モロッコが領有権を主張                                                             |
| 北緯26度0分 西経10度0分 / 北緯26.000度 西経10.000度  | モーリタニア     |                                                                                    |
| 北緯15度21分 西経10度0分 / 北緯15.350度 西経10.000度 | マリ             |                                                                                    |
| 北緯12度7分 西経10度0分 / 北緯12.117度 西経10.000度  | ギニア           |                                                                                    |
| 北緯8度26分 西経10度0分 / 北緯8.433度 西経10.000度   | リベリア         |                                                                                    |
| 北緯5度49分 西経10度0分 / 北緯5.817度 西経10.000度   | 大西洋           |                                                                                    |
| 南緯40度18分 西経10度0分 / 南緯40.300度 西経10.000度 | セントヘレナ     | トリスタンダクーニャ ゴフ島                                                        |
| 南緯40度19分 西経10度0分 / 南緯40.317度 西経10.000度 | 大西洋           |                                                                                    |
| 南緯60度0分 西経10度0分 / 南緯60.000度 西経10.000度  | 南極海           |                                                                                    |
| 南緯70度50分 西経10度0分 / 南緯70.833度 西経10.000度 | 南極大陸         | ドローニング・モード・ランド（ ノルウェーが領有権を主張）                          |